# Dyrøy
lat_seclon_seclon_minlat_deglon_deglat_min
Dyrøyje občina v administrativni regiji Troms na Norveškem. Od občine Tranøy se je odcepila l. septembra 1886. Občina je dobila ime po otoku Dyrøya, ki je danes s celino povezan preko mostu. Večina ljudi prebiva v naselju Brøstadbotn Arhivirano 2016-09-15 na Wayback Machine. na celini.

## Ime
Občina (izvorno župnija) je poimenovana po otoku Dyrøya (stara norveščina Dýrøy), odkar je bila na tem mestu postavljena prva cerkev. Prvi element je dýr - 'jelen', zadnji pa øy - 'otok'. Do leta 1909 je bilo ime zapisovano kot Dyrø.

## Grb
Grb je iz leta 1986 in prikazuje lisico.